# Texoma FC
Il Texoma FC è un club calcistico professionistico statunitense con base a Sherman, nell'area posta al confine tra Texas e Oklahoma e pertanto comunemente chiamata Texoma, e che milita nella USL League One, campionato di terza divisione. Disputa le proprie partite casalinghe presso l'Historic Bearcat Stadium, impianto dotato di una capienza pari a 6.500 posti.

## Storia
Il 23 ottobre 2023 la United Soccer League annunciò ufficialmente che alla cordata di imprenditori denominata North Sixth Group erano stati assegnati i diritti per una franchigia con base a Sherman (Texas) che avrebbe partecipato alla USL League One a partire dalla stagione 2025 e alla USL W League da quella successiva. Il 14 dicembre del 2023 il club presentò al pubblico nome, stemma e colori sociali.
L'esordio della squadra in una partita ufficiale della storia del club arrivò il 18 marzo 2025 in occasione dell'eliminazione al primo turno di U.S. Open Cup patita per effetto della sconfitta interna per 2-1 contro i dilettanti del Foro. Il debutto in campionato arrivò pochi giorni dopo, il 22 marzo, ma terminò anch'esso con una sconfitta in casa, stavolta per 2-0 contro l'One Knoxville.

## Stadio
Il club disputa le proprie sfide casalinghe presso l'Historic Bearcat Stadium, impianto edificato nel 1940 e capace di contenere 6.500 spettatori che funge da casa provvisoria della squadra mentre in attesa della costruzione di uno stadio di proprietà.